# دي تيوب (مسلسل)
دي تيوب هو برنامج كوميدي كويتي من إنتاج قناة الراي ومن تأليف داوود حسين وإخراج ياسر سامي العرض الأول (22 أغسطس 2009 -)

## الفنانين المشاركين
- داود حسين
- لمياء طارق
- بدر الطيار
- مبارك سلطان
- حسين المهدي
- محمد الرمضان
- نادية العراقية
- وائل علاء
- عبير الخضر
- محمد الوادي
- مريم سعيد صالح
- عهود البندر
- محمد طلعت
- حسين حجاج